# باب هیویسون
باب هیویسون (انگلیسی: Bob Hewison; ۲۵ مارس ۱۸۸۹ – ۱۹۶۴ (۷۴−۷۵ سال)) بازیکن فوتبال اهل بریتانیا بود.
از باشگاه‌هایی که در آن بازی کرده‌است می‌توان به باشگاه فوتبال نیوکاسل یونایتد و باشگاه فوتبال نورث‌همپتون تاون اشاره کرد.